# Distrito electoral de North Dorset

Ubicación del distrito electoral de North Dorset dentro de Dorset.

North Dorset es un distrito electoral representado en la Cámara de los Comunes del Parlamento del Reino Unido. Se ubica en el condado de Dorset y fue creado en el año 1885.
Actualmente (año 2008), Robert Walter (Partido Conservador) es Miembro del Parlamento por esta circunscripción electoral.

## Límites
El distrito electoral de North Dorset cubre el distrito de gobierno local homónimo y también la mayor parte de East Dorset. Es en gran parte rural, aunque cuenta con algunas localidades comerciales, entre las que se encuentran Blandford Forum, Gillingham, Shaftesbury, Sturminster Newton y, en el pasado, Wimborne Mister.
El Boundary Commission for England's Fifth Report, presentado ante el Parlamento el 26 de febrero de 2007, propuso que Wimborne Mister fuera transefido a Mid Dorset and North Poole y que Verwood y Three Legged Cross fueran transferidos del distrito electoral de Christchurch a la circunscripción de North Dorset.
- Datos: Q1032537